# Adolf

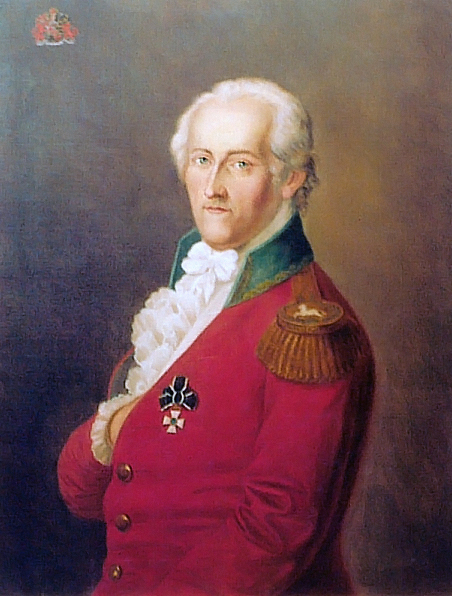
Adolph Freiherr Knigge

Adolf oder Adolph ist ein männlicher Vorname und Familienname.

## Herkunft und Bedeutung
Für den Namen Adolf existieren zwei mögliche Herleitungen.
Einerseits lässt sich der Name als Kurzform von Athalwolf bzw. Adalwolf deuten. Dabei handelt es sich um eine Kombination der germanischen Elemente adal „edel“, „vornehm“ und ulf/wulf „Wolf“.
Andererseits kann es sich beim Namen Adolf auch um eine Kurzform des althochdeutschen Namens Attaulf bzw. Athaulf handeln. Dabei handelt es sich entweder um eine Zusammensetzung der Elemente ath/atta „Vater“ und ulf/wulf „Wolf“ oder, als Variante von Hathovulf, um eine Kombination der Elemente had „Kampf“ und ulf „Wolf“.
Viele urgermanische Personennamen sind aus zwei positiv zu verstehenden Gliedern zusammengesetzt, ohne dass die Zusammensetzung als solche eine Bedeutung haben muss.

## Popularität
Sowohl im protestantischen Deutschland (wegen Gustav Adolf und Adolph von Knigge) als auch im katholischen (wegen Adolph Kolping) hatte Adolf eine gewisse Popularität. 1890 stand der Name an dreizehnter Stelle auf der Beliebtheitsskala aller männlichen Vornamen in Deutschland. Doch schon seit Anfang des 20. Jahrhunderts nahm die Häufigkeit der Vornamensvergabe ab. Nach einem Aufschwung ab 1933, der bis 1942 andauerte, brach die Verwendung des Namens – wohl in Korrelation zur Beliebtheit Adolf Hitlers – stark ein. Seit Anfang der 1950er Jahre wurde der Vorname Adolf im deutschsprachigen Raum nur noch selten an Neugeborene vergeben. Durch den Diktator Adolf Hitler und ferner durch weitere Nationalsozialisten wie Adolf Eichmann ist der Name sehr stark belastet. Etwa 15-mal jährlich wird der Vorname in Deutschland vergeben. Über die Zulässigkeit entscheidet im Einzelfall das zuständige Standesamt, insbesondere anhand des Kindeswohls. In Zweifelsfällen können diese das Namenskundliche Zentrum der Universität Leipzig zuziehen.
In Österreich wurde der Name Adolf von 1984 bis zur Jahrtausendwende jedes Jahr bei der Namenswahl berücksichtigt. Seitdem wird er nur noch sporadisch vergeben. Von 1984 bis 2023 wurde er etwa 90 Mal gewählt. In der Schweiz kam der Name von 1930 bis zum Ende der 1970er Jahre regelmäßig in der Namensgebung vor, bis Mitte der 1990er Jahre wurde er nur noch sporadisch vergeben. Von 1930 bis 2023 wurden rund 1.600 Jungen so genannt.
Beliebt war der Name auch in Schweden, wo mehrere Könige den Namen trugen. Jedoch war er in keinem Jahrzehnt seit den 1920er Jahren unter den zehn beliebtesten Vornamen. Im Jahre 2015 gab es nur noch rund 2600 Träger dieses Namens in Schweden. Seit spätestens 1998 wurde in jedem Jahr weniger als zehn neugeborenen Jungen dieser Name gegeben.
Der Name ist in Dänemark und Norwegen nicht weit verbreitet und wird nur gelegentlich vergeben. In Tschechien zählte Adolf von 1935 bis 1943 zu den Top-50 und bis zur Jahrtausendwende fast jedes Jahr zu den Top-200. Der Name kommt in den Niederlanden seit 1930 fast alljährlich in der Namensgebung vor. Er gilt als mäßig beliebt und wurde von 1930 bis 2023 rund 2.400 Mal gewählt. In Frankreich tauchte der Name nur Anfang der 1940er Jahre in den Hitlisten auf. Der Name Adolf wird in Kanada seit den 1990er Jahren hin und wieder bei der Namenswahl berücksichtigt. In den USA war der Name von 1880 bis 1928 hin und wieder in den Top-1000 vertreten.
In der französischen Theaterkomödie Der Vorname (Le prénom) von Matthieu Delaporte und Alexandre de La Patellière (verfilmt 2012 und 2018) ist die beabsichtigte Vergabe des Vornamens Adolphe an einen ungeborenen Sohn der Auslöser für einen folgenlastigen Streit. Zum Ende des Stücks stellt sich heraus, dass der werdende Vater damit nur seinen Schwager provozieren wollte, um diesem eine Retourkutsche für seine ständigen Spötteleien zu verpassen.

## Namenstag
Namenstage sind der 11. Januar und der 17. Juni.

## Varianten

### Vorname
Die weibliche Form des Namens ist Adolfine.

#### Männliche Varianten
- Deutsch: Adolf, Adolph
  - Friesisch: Adde, Ade, Aike, Ale, Alke, Alle, Atse
  - Kölsch: Dölfes
  - Germanisch: Adalwolf, Athalwolf, Attaulf, Athaulf, Hathovulf
  - Gräzisiert: Αδόλφος Adólfos
  - Latinisiert: Adolphus
  - Diminutiv: Adi, Ad, Ado, Dolf, Dolfi
- Englisch: Adolph, Dolph
  - Angelsächsisch: Æðelwulf, Æthelwulf
- Finnisch: Aadolf, Aatto, Aatu, Atte
- Französisch: Adolphe
- Italienisch: Adolfo
- Limburgisch: Dölf, Dulf
- Litauisch: Adolfas
- Spanisch: Adolfo, Adolfito, Fito

### Familienname
- Adolphs
- Adolphsen
- Adolfsson, Adolvsson

## Namensträger

### Adelige Herrscher
- Liste der adeligen Herrscher namens Adolf

### A
- Adolf Abel (Architekt) (1882–1968), deutscher Architekt und Hochschullehrer
- Adolf Abel (Bildhauer) (* 1902; verm. seit April 1945), deutscher Bildhauer und Zeichner
- Adolf Aber (1893–1960), deutscher Musikwissenschaftler und Kritiker
- Adolf Abicht (Mediziner) (1793–1860), deutsch-polnischer Mediziner und Hochschullehrer
- Adolf Abicht (Landrat) (1872–nach 1919), deutscher Verwaltungsjurist und Landrat
- Adolf Abter (1887–1944), deutscher Regisseur, Drehbuchautor und Filmproduzent
- Adolf Achenbach (1825–1903), preußischer Beamter (Geheimer Rat) und Berghauptmann
- Adolf Adam (Theologe) (1912–2005), deutscher Theologe und Liturgiewissenschaftler
- Adolf Adam (Informatiker) (1918–2004), österreichischer Informatiker
- Adolf Aebersold (* 1909), Schweizer Geher
- Adolf Aeschbach (1888–1969), Schweizer Politiker (SP)
- Adolf Ahlers (1864–1943), deutscher Kaufmann und Honorarkonsul
- Adolf Anderssen (1818–1879), deutscher Schachspieler aus Preußen
- Adolf Ansorg (1901–1978), deutscher Archivar und Heimatforscher
- Adolf Arndt (1904–1974), deutscher Jurist, Politiker (SPD) und Architekturkritiker
- Adolf Armbruster (Landwirt) (1890–1972), deutscher Landwirt

### B
- Adolf Bauer (Schauspieler) (1827–1897), deutscher Schauspieler
- Adolf Bauer (Althistoriker) (1855–1919), österreichischer Althistoriker
- Adolf Bauer (Verwaltungsbeamter) (1864–1937), deutscher Verwaltungsbeamter
- Adolf Bauer (Komponist) (1877–1948), deutscher Komponist und Musikwissenschaftler
- Adolf Bauer (Politiker, 1882) (1882–1961), deutscher Politiker (SPD)
- Adolf Bauer (Parteifunktionär) (1905–1932), deutscher Parteifunktionär (KPD)
- Adolf Bauer (Politiker, 1940) (* 1940), deutscher Politiker (SPD) und Verbandsfunktionär
- Adolf Bauer (Politiker, 1945) (* 1945), deutscher Politiker (CSU), Zweiter Bürgermeister von Würzburg
- Adolf Baumbach (1874–1945), deutscher Jurist
- Adolf Bayersdorfer (1842–1901), deutscher Kunsthistoriker und Schachkomponist
- Adolf Bender (1903–1997), deutscher Maler
- Adolf Berman (1906–1978), polnisch-israelischer Politiker und Aktivist
- Adolph Bermpohl (Navigationslehrer) (1833–1887), Initiator des organisierten Seenotrettungswesens in Deutschland
- Adolf Born (1930–2016), tschechischer Karikaturist und Grafiker
- Adolf Branald (1910–2008), tschechischer Schriftsteller
- Adolf Buchholz (Wasserbauingenieur) (1803–1877), deutscher Wasserbauingenieur und Baubeamter
- Adolf Buchholz (Generalmajor) (1866–1958), deutscher Generalmajor
- Adolf Buchholz (Wirtschaftsfunktionär) (1913–1978), deutscher Kommunist und Wirtschaftsfunktionär der DDR
- Adolf Burger (1917–2016), Augenzeuge der Fälscherwerkstatt des KZ Sachsenhausen
- Adolf Butenandt (1903–1995), deutscher Chemiker, Nobelpreisträger 1939

### C
- Adolf Calmberg (1837–1887), deutscher Lehrer und Dichter
- Adolf Chelius (1856–1923), deutscher Maler
- Adolf Christen (Schauspieler) (1811–1883), deutscher Schauspieler und Regisseur
- Adolf Christian (1934–1999), österreichischer Radrennfahrer
- Adolf Clarenbach (Märtyrer) (um 1500–1529), deutscher Theologe und Märtyrer
- Adolf Clasen (1923–2016), deutscher Klassischer Philologe und Stadthistoriker
- Adolf Cohen (1897–1942), deutscher Rechtsanwalt und Gerichtsassessor
- Adolf Concin (* 1956), österreichischer Politiker (ÖVP) und Rechtsanwalt
- Adolf Czettel (1924–1988), österreichischer Politiker (SPÖ)

### D
- Adolf Damaschke (1865–1935), deutscher Pädagoge und Bodenreformer
- Adolf Dassler (1900–1978), deutscher Unternehmer, Gründer von Adidas
- Adolf Dethmann (1896–1979), deutscher Staatswissenschaftler, Industriekaufmann und Antiquar
- Adolf Deutsch (1867–1943), österreichischer Arzt und Freimaurer
- Adolf Dresel (1828–1905), deutscher Bauingenieur und ranghoher preußischer Baubeamter
- Adolf Dyroff (1866–1943), deutscher Philosoph

### E
- Adolf Eichmann (1906–1962), SS-Sturmbannführer, verurteilt wegen Verbrechen gegen das jüdische Volk, gegen die Menschlichkeit und Kriegsverbrechen
- Adolf Elling (1901–1996), deutscher Filmproduktionsleiter und Herstellungsleiter
- Adolf von Ernst (1845–1907), deutscher Ingenieur und Hochschullehrer
- Adolf Ernst (Schauspieler) (1846–1927), deutscher Schauspieler und Regisseur
- Adolf Ernst (Politiker) (* 1940), deutscher Politiker (FDP)
- Adolf von Essen (1372–1439; Adolfus de Assindia), Kartäuser, hat den Rosenkranz in der heute bekannten Form etabliert
- Adolf Exner (1841–1894), österreichischer Jurist und Rechtsprofessor
- Adolf Eybel (1808–1882), deutscher Maler und Lithograf

### F
- Adolf Falke (1888–1958), deutscher Architekt, Zeichner, Designer, Bühnenbildner und Kommunalpolitiker
- Adolf Fehr (Politiker) (1842–1894), Schweizer Arzt und Politiker
- Adolf Fehr (Maler) (1889–1964), Schweizer Maler
- Adolf Fehr (Hockeyspieler) (1904–1992), Schweizer Landhockeyspieler
- Adolf Fehr (Skirennläufer) (1940–2022), liechtensteinischer Skirennläufer
- Adolf Fick (1829–1901), deutscher Physiologe, Entdecker der Diffusionsgesetze
- Adolf Fischer (Politiker) (1807–1893), Schweizer Politiker und Offizier
- Adolf Fischer (Maler) (1856–1908), österreichischer Maler und Illustrator
- Adolf Fischer (Schauspieler) (1900–1984), deutscher Schauspieler und Produzent
- Adolf Fischer (Genealoge) (1925–1995), deutscher Genealoge
- Adolf Fischer-Gurig (1860–1918), deutscher Maler
- Adolf Ludwig Follen (1794–1855), deutscher Schriftsteller und Verleger
- Adolf Friedrich Furchau (Pädagoge) (1752–1819), deutscher Pädagoge
- Adolf Friedrich Furchau (Dichter) (1787–1868), deutscher evangelischer Pfarrer und Dichter

### G
- Adolf Gabriel (1943–2015), deutscher Handballspieler, Handballtrainer und Fußballfunktionär
- Adolf Galland (1912–1996), deutscher Luftwaffenoffizier und Jagdflieger
- Adolf Gaspary (1849–1892), deutscher Romanist
- Adolf Gaudy (1872–1956), Schweizer Architekt
- Adolf Geck (1854–1942), deutscher Politiker (SPD)
- Adolf Ginsberg (1856–1883), deutscher Maler
- Adolf Glaßbrenner (1810–1876), deutscher Humorist und Komiker
- Adolf Gnauth (1840–1884), deutscher Architekt
- Adolph Gottlieb (1903–1974), US-amerikanischer Maler des Abstrakten Expressionismus
- Adolf Grimme (1889–1963), deutscher Politiker, Widerstandskämpfer der „Roten Kapelle“ zur Zeit des Nationalsozialismus
- Adolf Gusserow (1836–1906), deutscher Gynäkologe
- Adolf Guyer-Zeller (1839–1899), Schweizer Unternehmer

### H
- Adolf Häckermann (1819–1891), deutscher Philologe, Gymnasiallehrer und Schriftsteller
- Adolf von Harnack (1851–1930), deutsch-baltischer evangelischer Theologe
- Adolf Heeb (* 1940), liechtensteinischer Radrennfahrer und Politiker (VU)
- Adolf Hennecke (1905–1975), Bergmann, Vorbild für die Aktivisten-Bewegung in der sowjetischen Besatzungszone (später DDR)
- Adolf Hering (1863–1932), deutscher Maler und Illustrator
- Adolf Heyden (1838–1902), deutscher Architekt
- Adolf Hitler (1889–1945), deutscher NSDAP-Politiker, Reichskanzler und Diktator in der Zeit des Nationalsozialismus (1933–1945)
- Adolf Homburger (1905–1978), austro-US-amerikanischer Rechtswissenschaftler
- Adolph Hofner (1916–2000), US-amerikanischer Country-Musiker
- Adolf Holl (1930–2020), österreichischer Theologe
- Adolf Horchler (1849–1929), deutscher Kommunalpolitiker und Heimatpfleger aus Kempten (Allgäu)
- Adolf Horion (1888–1977), deutscher römisch-katholischer Geistlicher und Entomologe
- Adolf Hütter, genannt Adi Hütter (* 1970), österreichischer Fußballspieler

### J
- Adolf Jülicher (1857–1938), deutscher evangelischer Theologe und Hochschullehrer

### K
- Adolf Kastner (Germanist) (1889–1963), deutscher Germanist, Historiker und Gymnasiallehrer
- Adolf Kastner (Manager) (1939–2011), österreichischer Schuldirektor und Landesbeauftragter
- Adolf Katzenmeier (1934–2016), deutscher Physiotherapeut
- Adolf Kaufmann (1848–1916), österreichischer Landschafts- und Marinemaler
- Adolf Keck (1867–1944), deutscher evangelisch-lutherischer Pfarrer und Landespolitiker im Freistaat Braunschweig
- Adolf Keller  (1872–1963), Schweizer evangelisch-reformierter Theologe
- Adolf Kiepert (Ökonom) (1820–1892), deutscher Politiker und Landwirt
- Adolf Kiepert (Verleger) (1845–1911), deutscher Verlagsbuchhändler und Autor
- Adolf Kirchhoff (1826–1908), deutscher Philologe und Altertumsforscher
- Adolf Klimek (1895–1990), tschechoslowakischer Jurist, Politiker und Abgeordneter
- Adolf Kling (1893–1938), deutscher Politiker
- Adolph Knigge (1752–1796), deutscher Schriftsteller
- Adolph Kolping (1813–1865), deutscher katholischer Priester, Begründer des Kolpingwerkes, 1991 seliggesprochen
- Adolf Küry (1870–1956), christkatholischer Bischof der Schweiz

### L
- Adolf Lang (1823–1897), österreichischer Pädagoge, Ministerialbeamter, Hofrat
- Adolf Láng (1848–1913), ungarischer Architekt
- Adolph Langer (1862–1940), deutscher römisch-katholischer Geistlicher und Mitglied des Reichstags
- Adolf Lantz (1882–1949), österreichischer Theaterleiter, -regisseur und Drehbuchautor
- Adolf Laufs (1935–2014), deutscher Rechtswissenschaftler, Rektor der Universität Heidelberg
- Adolf Lenz (1868–1959), österreichischer Jurist, Kriminologe und Hochschullehrer
- Adolf Lewin (1843–1910), deutscher Rabbiner und Historiker
- Adolf von Liebenberg (1851–1922), österreichischer Pflanzenbauwissenschaftler und Hochschullehrer
- Adolf Lippold (1926–2005), deutscher Althistoriker
- Adolf Loos (1870–1933), österreichischer Architekt
- Adolf Lucas (1862–1945), deutscher Jurist, Landrat des Landkreises Solingen
- Adolf Lu Hitler Marak (* 1948), indischer Politiker

### M
- Adolf Mahr (1887–1951), österreichischer Archäologe; später nationalsozialistischer Rundfunkpropagandist
- Adolf Maislinger (1903–1985), deutscher Häftling im KZ Dachau
- Adolph Arthur Marx, bekannt als Harpo Marx (1888–1964), US-amerikanischer Entertainer und Schauspieler
- Adolphe Menjou (1890–1963), US-amerikanischer Schauspieler
- Adolph von Menzel (1815–1905), deutscher Maler
- Adolf Merckle (1934–2009), deutscher Unternehmer
- Adolf Andreas Meyer, genannt Andy Borg (* 1960), österreichischer Schlagersänger und Moderator
- Adolf Münzinger (1876–1962), deutscher Agrarökonom und Hochschulrektor
- Adolf Muschg (* 1934), Schweizer Schriftsteller

### N
- Adolf Noreen (1854–1925), schwedischer Sprachwissenschaftler

### O
- Adolf Ogi (* 1942), Schweizer Politiker (SVP), UNO-Sonderberater für Sport im Dienste von Entwicklung und Frieden
- Adolf Olland (1867–1933), niederländischer Schachmeister
- Adolf Ostertag (* 1939), deutscher Politiker (SPD), Abgeordneter des Deutschen Bundestages
- Adolph von Ottweiler (1789–1812), deutscher Adliger, Freiwilliger im Russlandfeldzug Napoleons

### P
- Adolf Pabst (1899–1990), US-amerikanischer Mineraloge und Geologe
- Adolf Pagenstecher (1846–1900), preußischer Generalmajor
- Adolf Pahl (1925–2009), deutscher Heimatforscher
- Adolf Pansch (1841–1887), deutscher Anatom und Anthropologe
- Adolf Panzner (1892–1944), deutscher Politiker (KPD)
- Adolf „Adi“ Pinter (1948–2016), österreichischer Fußballtrainer, Mental-Coach und Politiker

### R
- Adolf Rading (1888–1957), deutscher Architekt
- Adolf Sahala Rajagukguk (1938–2002), indonesischer General
- Adolf von Rauch (1805–1877), Kammerherr, preußischer Major im Regiment der Gardes du Corps, Münzsammler und Vorsitzender der Numismatischen Gesellschaft zu Berlin
- Adolf Reichwein (1898–1944), deutscher Pädagoge, Wirtschaftswissenschaftler, Kulturpolitiker und Widerstandskämpfer
- Adolf Rettelbusch (1858–1934), deutscher Maler
- Adolf Richter (Pazifist) (1839–1914), deutscher Chemiker und Industrieller
- Adolf Richter (Unternehmer) (1846–1910), deutscher Unternehmer
- Adolf Richter (Politiker, 1881) (1881–1928), deutscher Politiker (DNVP), MdR
- Adolf Richter (Politiker, 1900) (1900–1973), deutscher Politiker (SPD), MdL Niedersachsen
- Adolf Rosenberger (1900–1967), deutscher Automobilrennfahrer und Kaufmann
- Adolf Rosenthal (1838–1866), deutscher Bildhauer

### S
- Adolf Sauerland (* 1955), ehemaliger deutscher Kommunalpolitiker und Oberbürgermeister Duisburgs
- Adolph Saurer (1841–1920), Schweizer Industrieller (Adolph Saurer AG)
- Adolphe Sax (1814–1894), belgischer Erfinder, Instrumentenbauer und Musiker
- Adolf Schärf (1890–1965), österreichischer Bundespräsident
- Adolf Schauenstein (1827–1891), österreichischer Gerichtsmediziner
- Adolf von Schleswig-Holstein-Gottorf (1600–1631), Herzogssohn, Sub-Koadjutor im Bistum Lübeck
- Adolf Schützler (1860–1932), deutscher Konteradmiral (Ing.) der Kaiserlichen Marine
- Adolf Sommerauer (1909–1995), deutscher Fernsehseelsorger
- Adolf Steiger (Politiker, 1844) (1844–1917), deutscher Rittergutsbesitzer und Politiker
- Adolf Steiger (Politiker, 1888) (1888–1960), deutscher Politiker
- Adolf von Steiger (1859–1925), Schweizer Politiker und Jurist
- Adolf Stoecker (1835–1909), deutscher evangelischer Theologe und Politiker

### T
- Adolf Tannert (Künstler) (1839–1913), deutscher Scherenschnittkünstler
- Adolf Tannert (Turner) (1875–1961), deutscher Turner
- Adolf von Tecklenburg (1185–1224), deutscher Theologe und Bischof von Osnabrück
- Adolph „Ace“ Tesone (1930–2020), US-amerikanischer Jazzmusiker
- Adolf von Thadden (1921–1996), deutscher Politiker verschiedener rechtsextremer Parteien
- Adolf von Thierry (1803–1867), Polizeiminister im Kaisertum Österreich von 1859 bis 1860

### U
- Adolf Ufer (1863–1939), deutscher Verwaltungsjurist
- Adolf Urban (1914–1943), deutscher Fußballspieler
- Adolf Uunona, namibischer Politiker

### V
- Adolf Vallaster (* 1940), österreichischer Dialektautor
- Adolf Vančura (1900–1967), österreichischer Komponist, Dirigent, Pianist und Organist
- Adolf Vögel (1891–1972), österreichischer Politiker (CS, VF, ÖVP)

### W
- Adolf von Wien, Dichter des 14. Jahrhunderts
- Adolph Weber (Politiker) (1819–1893), deutscher Rechtsanwalt und Politiker
- Adolph Weber (Turner) (1875–nach 1904), deutscher Kunstturner
- Adolph Dietrich Weber (Adolf Dietrich Weber; 1753–1817), deutscher Rechtswissenschaftler und Hochschullehrer
- Adolf Werner (Maler, 1827) (1827–1904), deutscher Maler
- Adolf Werner (Fußballspieler) (1886–1975), deutscher Fußballspieler
- Adolf Winkelmann (Stenograf) (1833–1856), deutscher Stenograf
- Adolf Winkelmann (Physiker) (1848–1910), deutscher Physiker
- Adolf Winkelmann (Politiker) (1875–1951), preußischer Landrat des Kreises Büren
- Adolf Winkelmann (Mediziner) (1887–1947), deutscher Arzt und SS-Hauptsturmführer
- Adolf Winkelmann (Regisseur) (* 1946), deutscher Filmregisseur und -produzent
- Adolph Winkelmann (1813–1883), deutscher Jurist und Politiker
- Adolf Wohlbrück (1896–1967), österreichischer Schauspieler

### Z
- Adolf Zade (1880–1949), deutscher Pflanzenbauwissenschaftler
- Adolf Ziegler (Richter) (1890–1985), Schweizer Richter
- Adolf Ziegler (Maler) (1892–1959), deutscher Maler und Kulturpolitiker
- Adolf Ziegler (Politiker) (1894–1972), deutscher Politiker (NSDAP)
- Adolf Ziegler (Schauspieler) (1899–1985), deutscher Schauspieler und Schauspiellehrer
- Adolf Wilhelm Ziegler (1903–1989), deutscher Theologe, Kirchenhistoriker und Hochschullehrer
- Adolf Zilch (1911–2006), deutscher Malakologe

### Familienname
- Alexander Adolph (* 1965), deutscher Regisseur und Drehbuchautor
- Alfred Adolph (Politiker) (geb. Alfred Adolf; 1895–1959), deutscher Politiker
- Alfred Adolph (Generaldirektor) (* 1929), deutscher Ingenieur und Industriemanager
- Arthur Adolph (1896–1956), deutscher Politiker (DStP)
- Barbara Adolph (* 1931), deutsche Schauspielerin
- Benno Adolph (1912–1967), deutscher Mediziner
- Carl Adolph (1838–1890), deutscher Astronom und Mathematiker
- Christopher Adolf (* 1976), Leichtathlet aus Palau
- Ernst Adolph (1873–1955), deutscher Generalmajor
- Ernst Adolph (Fußballspieler) (1930–2021), deutscher Fußballspieler
- Ernst Karl Adolph (1851–1934), deutscher Generalmajor
- Georg Ernst Adolph (1843–1922), deutscher Zoologe
- Gerhard Adolph (* 1937), deutscher Geher, Schauspieler und Moderator
- Gottlob Adolph (1685–1745), evangelischer Kirchenlieddichter
- Gustav Adolph-Auffenberg-Komarów (1887–1967), österreichischer Generalleutnant der Wehrmacht
- Hans Egon Adolf (?–1965), deutscher Marketingfachmann (Werbung) und Herausgeber
- Heinrich Adolph (1836–1914), niedersächsischer Pastor
- Heinrich Adolph (Theologe) (1885–1951), deutscher protestantischer Theologe und Hochschullehrer
- Helene Adolf (1895–1998), Germanistin und Schriftstellerin
- Hilde Adolf (1953–2002), deutsche Politikerin
- Hubert Adolph (1926–2007), österreichischer Kunsthistoriker
- Joseph Anton Adolph (1729–nach 1772), österreichisch-böhmischer Maler
- Johann Baptist Adolph (1657–1708), Jesuit und Bühnendichter
- Johannes Adolph (1882 – nach 1957), deutscher Ingenieur und Unternehmer
- Jörg Adolph (* 1967), deutscher Filmemacher (Dokumentarfilm), Produzent und Filmeditor
- Josef Adolf (1898–1951), tschechischer Nordischer Kombinierer
- Joseph Franz Adolph (1671–1749), mährischer Tiermaler
- Karl Adolph (1869–1931), österreichischer Schriftsteller
- Marian Adolf (* 1974), österreichischer Medien- und Kommunikationswissenschaftler
- Mona Spiegel-Adolf (1893–1983), österreichisch-US-amerikanische Pathologin und Chemikerin
- Paul Adolph (Politiker) (1840–1914), deutscher Jurist und Politiker, Oberbürgermeister von Frankfurt (Oder)
- Paul Adolph (Intendant) (1868–1941), deutscher Theaterintendant
- Renate Adolph (* 1954), deutsche Politikerin (Die Linke)
- Roland Adolph (1946–1997), deutscher Theologe
- Rudolf Adolph (1900–1984), deutscher Schriftsteller
- Ruth Adolf (* 1943), Schweizer Skirennläuferin
- Thomas Adolf (* 1958), deutscher Rechtsextremist
- Thomas Viktor Adolph (1914–1997), deutscher Verlagsbuchhändler und Journalist
- Timon Erik Adolph (* 1985), österreichischer Internist und Gastroenterologe
- Walter Adolph (1902–1975), deutscher Priester, Generalvikar
- Wilhelm Adolf (20. Jahrhundert), deutscher Rodler der 1920er Jahre
- Wolfram Adolph (1964–2019), deutscher Publizist und Journalist